# Rhododendron platyphyllum
Rhododendron platyphyllum là một loài thực vật có hoa trong họ Thạch nam. Loài này được (Franch. ex Diels) Balf. f. & W.W. Sm. miêu tả khoa học đầu tiên năm 1916.